# Konfederacja Chrześcijańskich Związków Zawodowych
Konfederacja Chrześcijańskich Związków Zawodowych (fr. Confédération des Syndicats Chrétiens, CSC; niderl. Algemeen Christelijk Vakverbond, ACV) – belgijska centrala związkowa działająca od 1904. Obecnie jest jednym z trzech największych zrzeszeniem związków zawodowych działającym na terenie Belgii, razem z Powszechną Federacją Pracy Belgii (ABVV/FGTB) i Powszechną Centralą Liberalnych Związków Zawodowych (CGSLB). W 2024 skupiała około 1 500 000 miliona pracowników.

## Historia
CSC-AVC powstało w 1904 jako Sekretariat Generalny Chrześcijańskich Związków Zawodowych. Przewodnictwo nad organizacją przejął młody dominikanin Georges Rutten.

## Charakterystyka
Celem federacji jest rozwój chrześcijańskich związków zawodowych. Działalność CSC opiera się na społecznym nauczaniu Kościoła. Korzysta m.in. z takich rozwiązań jak kasy wzajemnych ubezpieczeń.